# کریگ توماس (نویسنده بریتانیایی)
کریگ توماس (انگلیسی: Craig Thomas؛ ‏ ۲۴ نوامبر ۱۹۴۲ – ۴ آوریل ۲۰۱۱) آموزگار و رمان‌نویس اهل بریتانیا بود.
از فیلم‌هایی که وی در آن‌ها نقش داشته‌است، می‌توان به فایرفاکس اشاره نمود.